# Bunomys andrewsi
Bunomys andrewsi là một loài động vật có vú trong họ Chuột, bộ Gặm nhấm. Loài này được J. A. Allen mô tả năm 1911.